# Sainte-Catherine (Puy-de-Dôme)
Sainte-Catherine è un comune francese di 59 abitanti situato nel dipartimento del Puy-de-Dôme, nella regione dell'Alvernia-Rodano-Alpi.

## Società

### Evoluzione demografica
Abitanti censiti